# مراحل تطور الجنين البشري

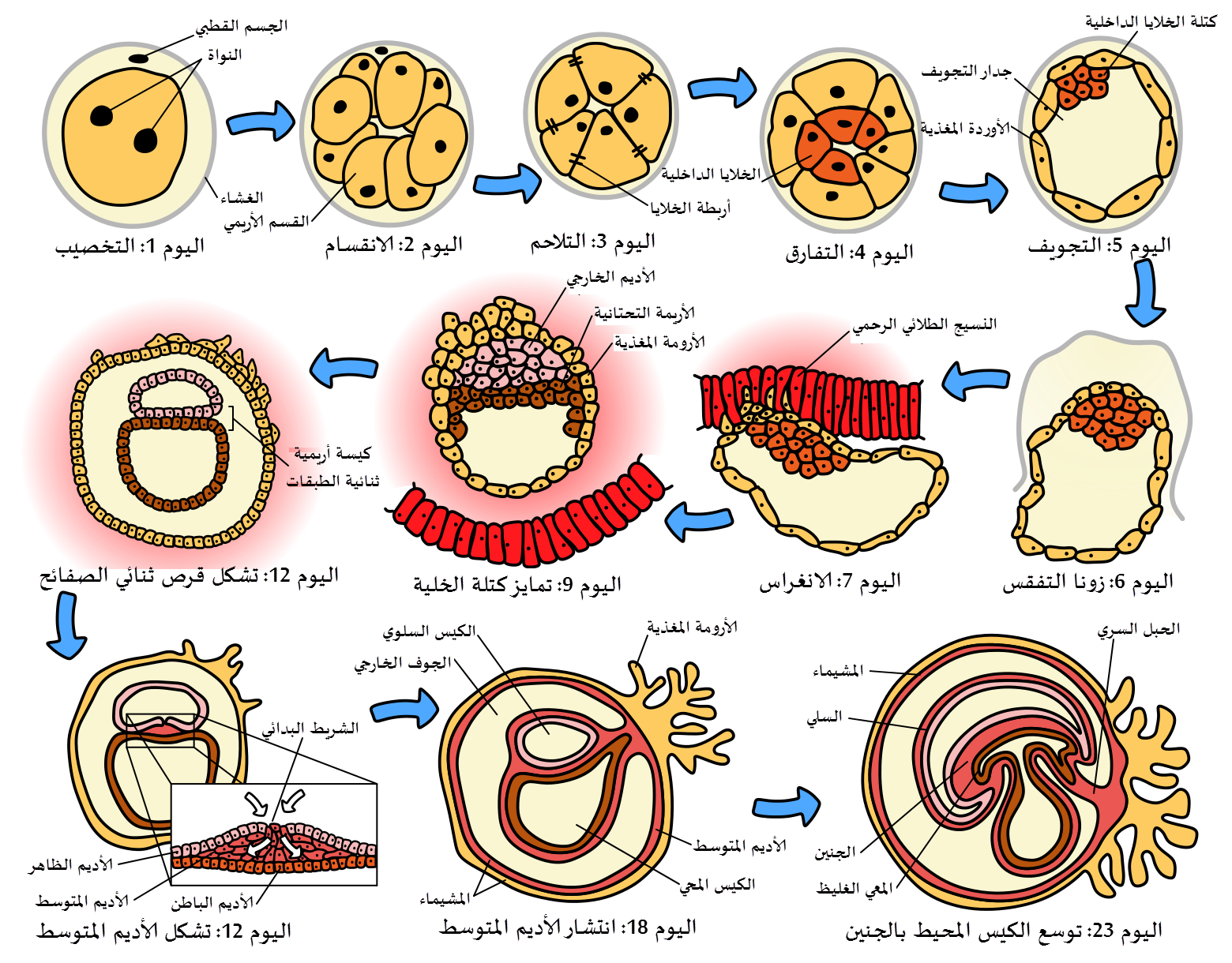
المراحل الأولى لتطور الجنين:
اليوم 1: التخصيب، اليوم 2: الانقسام، اليوم 3: الانحشار، اليوم 4: تمايز الخلايا، اليوم 5: التجوف، اليوم 6: الفقس من المنطقة الشفافة، اليوم 7: الانغراس، اليوم 9: تمايز كتلة الخلايا، اليوم 12: تكون القرص ثنائي الطبقات، اليوم 12: تكون الأديم المتوسط، اليوم 18: انتشار الأديم المتوسط، اليوم 23: تمدد الكيس السلوي

تطور الجنين البشري هو عملية الانقسام والتمايز الخلوي للجنين التي تحدث أثناء المراحل الأولى للنمو. بلغة علم الأحياء فإن النمو البشري يستمر في التطور من مرحلة اللاقحة ذات الخلية الواحدة إلى الإنسان الناضج. والتخصيب يحدث عندما تنجح خلية الحيوان المنوي في الدخول إلى والاندماج مع خلية البويضة، وتجتمع المادة الوراثية للحيوان المنوي والبويضة كي تشكل خلية واحدة تسمى اللاقحة، ومن ثم تبدأ المرحلة الجرثومية Germinal stage للنماء السابق للولادة. ومراحل تطور الجنين تغطي أول 8 أسابيع من النمو، وفي بداية الأسبوع التاسع يطلق على هذا الجنين الجرثومي Embryo اسم الجنين الحي Fetus.
أما علم الأجنة البشرية فهو دراسة هذا التطور أثناء أول 8 أسابيع بعد التخصيب. والفترة الطبيعية للحمل هي 9 شهور أو 38 أسبوع.
وتشير المرحلة الجرثومية إلى الزمن منذ التخصيب وحتى تطور الجنين حتى يكتمل انغراسه في الرحم. وتستغرق المرحلة الجرثومية حوالي 10 أيام.
أثناء هذه الفترة تبدأ اللاقحة - التي تعرّف بأنها جنين لأنها تحوي المجموعة الكاملة للمواد الوراثية
- في الانقسام في عملية تسمى الانقسام. ثم تتشكل الكيسة الأريمية وتنغرس في الرحم. وتستمر مراحل تطور الجنين إلى المرحلة التالية وهي المعيدة عندما تتشكل طبقات التبرعم الثلاث للجنين في عملية تسمى تكون الأنسجة، ثم يتبعها عمليات تكون العصيبة وتخلق الأعضاء. يطلق على الجنين وقتها الجنين الحي في النماء السابق للولادة، وعادةً يكون ذلك في بداية الأسبوع التاسع. ومقارنةً بالجنين الجرثومي فإن الجنين الحي له ملامح خارجية يمكن تمييزها وطقم أكثر اكتمالاً من الأعضاء النامية. وتتضمن عملية التطور الجنيني بأكملها تغييرات مؤقتة مكانية في التعبير الجيني، وتكاثر الخلايا والتمايز الخلوي. وتقريباً نفس مراحل التطور هذه تحدث في الفصائل الأخرى، خاصةً بين الحبليات.

## المرحلة الجرثومية

### التخصيب
يحدث الإخصاب عندما ينجح الحيوان المنوي الحي في اختراق البويضة، ثم تنصهر مجموعتي المواد الوراثية لكليهما معاً، والتي كانت محمولة في الأمشاج مما ينشأ عنه ما يعرف باللاحقة، (خلية صبغية واحدة).
ويحدث هذا عادةً في أنبوبة إحدي قناتي فالوب. والتخصيب الناجح يحدث بسبب ثلاث عمليات والتي تعمل أيضاً بمثابة ضوابط لضمان خصوصية الأنواع. الأولى تسمى انجذاب كيميائي وهي تحول حركة الحيوان المنوي تجاه البويضة. والثانية تضمن وجود توافق التصاقي بين الحيوان المنوي والبويضة. ومع التصاق الحيوان المنوي بالبويضة تبدأ العملية الثالثة وهي تفاعل الجسيمات الطرفية؛ فالجزء الأمامي من رأس الحيوان المنوي الحي متوج بجسيم طرفي يحوي إنزيمات هاضمة كي تحطم المنطقة الشفافة للبويضة ومن ثم تسمح بدخوله.
يسبب دخول الحيوان المنوي إطلاق الكالسيوم الذي يمنع دخول أي خلايا حيوانات منوية أخرى. وهناك تفاعل موازي لذلك يحدث في البويضة يسمى تفاعل قشري الذي يطلق إنزيمات تهضم بروتينات مستقبلات الحيوان المنوي، ويشهد هذا إطلاق حبيبات قشرية تمنع تعدد الحيوانات المنوية. والحبيبات تنصهر أيضاً مع غشاء البلازما بطريقة ما كي تمنع أي دخول لاحق لأي حيوان منوي. وتحوي اللاقحة المادة الوراثية التي يحملها أمشاج الأب والأم والتي تتكون من 23 كروموزوم من نواة البويضة و23 كروموزوم من نواة الحيوان المنوي. ويتعرض ال46 كروموزوم إلى تغييرات سابقة للانقسام المتساوي الذي يؤدي إلى تشكيل الجنين الجرثومي.

### مرحلة الانقسام

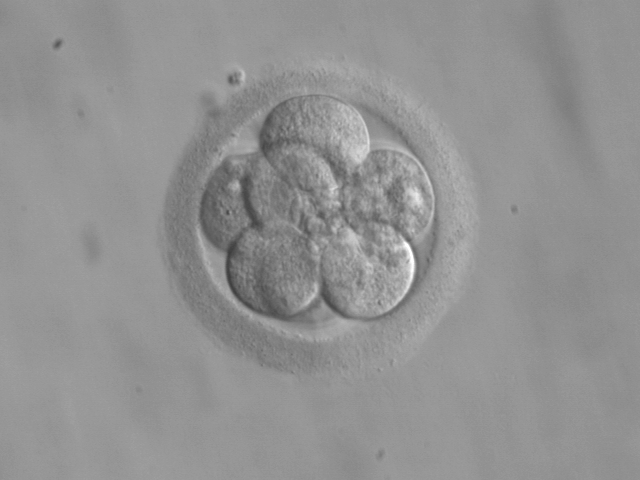
جنين جرثومي مكون من 8 خلايا في اليوم الثالث بعد التخصيب

تبدأ عملية انقسام الجنين بانشطار أول خليتين بطريقة الانقسام المتساوي كي تعطي أربع خلايا، والتي تنقسم بدورها كي تعطي ثمان خلايا وهكذا. وهذه العملية بطيئة تستغرق من 12 إلى 24 ساعة لكل انقسام.
والخلايا المنقسمة التي تأخذ اسم القسيم الأريمي (Blastomere) في هذه المرحلة (باليونانية: blastos وتعني برعم) ما زالت حبيسة داخل الأغشية القوية للبروتين السكري (المسمى المنطقة الشفافة) للبويضة، والتي نجح الحيوان المنوي الحي في اختراقها.
ثم تمر اللاقحة- (والتي هي كبيرة مقارنة بأي خلية أخرى)- بانقسامات بعد ذلك، مما يزيد من عدد الخلايا دون أي زيادة في حجم اللاقحة الأولى. وهذا يعني أن نسبة المادة الوراثية النووية أكبر من نسبة السيتوبلازم لأي خلية.
وبعد تشكل الثمان خلايا أو البراعم فإنها تكون عبارة عن خلايا غير متمايزة مجموعة داخل كرة. ثم تبدأ هذا الخلايا في تشكيل وصل الفجوات بين الخلايا في هذا الوقت، ممكنة إياها في النمو بطريقة متماسكة، وتنسق استجابتها للإشارات الفسيولوجية والبيئية.
وعندما يصل عدد الخلايا إلى 16 أو 32 خلية تسمى كرة الخلايا هذه توتية. وفي هذه المرحلة يبدأ ربط الخلايا جيداً معاً في عملية تسمى الانحشار، ويستمر الانقسام ويبدأ التمايز الخلوي.

### تكون الأريمة

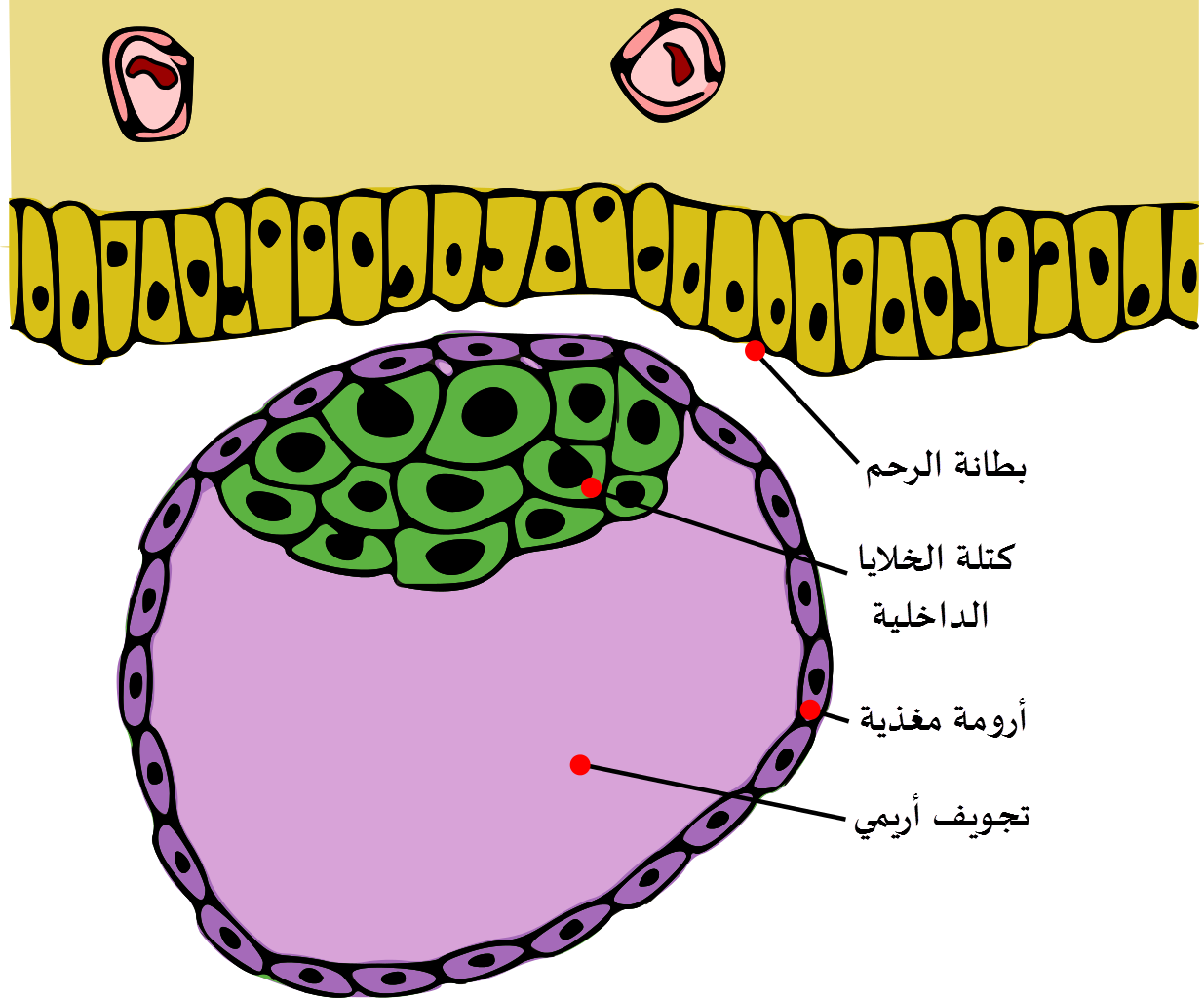
كيسة أريمية مع كتلة الخلايا الداخلية والأرومة المغذية.

الانقسام نفسه هو أول مرحلة في تكون الأريمة، وهي عملية تشكل الكيسة الأريمية (Blastocyst). حيث تبدأ الخلايا في التمايز إلى طبقة خارجية من الخلايا (التي تسمى بشكل جمعي: الأرومة المغذية (Trophoblast)) وكتلة الخلايا الداخلية. ومع عملية انحشار الأرومات الخارجية الفردية (Blastomeres) يتعذر تمييزها، لكنها حتى الآن لا تزال حبيسة داخل المنطقة الشفافة. وهذا الانحشار يفيد في تقليل الهيكل المائي فالخلايا ستفرز سائلاً فيما بعد. والكتلة الداخلية للخلايا تتمايز لتصبح أرومات مضغية، وتُستقطب في طرف واحد. فهي تقترب لبعضها البعض وتكون روابط كي تسهل التواصل بين الخلايا. هذا الاستقطاب يسبب تجويفاً (Blastocoele)، الذي يطلق عليه الآن الكيسة الأريمية. وتفرز الأرومات المغذية سائلاً داخل هذا التجويف الأريمي. في هذا الوقت يزداد حجم الكيسة الأريمية مما يجعلها تفقس خارج المنطقة الشفافة التي تتحلل بعد ذلك.
كتلة الخلايا الداخلية هذه سوف تؤدي إلى تكوين الجنين، والسلى، والكيس المحي والسقاء، بينما الجزء الجنيني للمشيمة سيتشكل من الطبقة الخارجية للأرومة المغذية. ويسمى الجنين الجرثومي بالإضافة إلى أغشيته الخلوية حملاً مستكناً (Conceptus)، وعند هذه المرحلة يكون هذا الحمل المستكن مستقراً في الرحم. وتختفي المنطقة الشفافة تماماً، والخلايا الظاهرة الآن من الأرومة المغذية ستسمح للكيسة الأريمية أن تلصق نفسها في بطانة الرحم، فيما يعرف بالانغراس.
تكوين الأريمة التحتانية (Hypoblast) والأديم الخارجي (Epiblast) يحدث في بداية الأسبوع الثاني وهما طبقتي القرص الجرثومي.
فكلا الخلايا الداخلية للأرومة المضغية (Embryoblast) أو الخلايا الخارجية للأرومة المغذية ستتحول إلى طبقتين فرعيتين.
وستتحول الخلايا الداخلية إلى طبقة الأريمة التحتانية والتي ستحيط بالطبقة الأخرى المسماة الأديم الظاهر، وهذه الطبقات ستشكل القرص الجنيني، والذي سينمو فيه الجنين. والمكان الذي سينمو به الجنين يسمى التجويف السلوي، والذي هو الطبقة الداخلية للقرص. وأيضاً الأرومة المغذية ستكون طبقتين فرعيتين; الأرومة الغاذية الخلوية (Cytotrophoblast) والتي هي أمام أرومة غاذية مخلوية (Syncytiotrophoblast) والتي هي داخل بطانة الرحم. ثم طبقة أخرى تسمى غشاء هوسر ستظهر وتحيط بالأرومة الغاذية الخلوية، بالإضافة للكيس المحي البدائي. الأرومة الغاذية المخلوية ستنمو وتصل لمرحلة تسمى المرحلة الجوبية، والتي سيظهر فيها بعض الفجوات التي ستُملأ بالدم في الأيام التالية. ويبدأ نمو الكيس المحي بخلايا أريمية تحتانية مسطحة والتي ستشكل الجوف العام للغشاء الظاهر، والتي ستغطي جزء من الأرومة الغاذية بتكون كيس محي بدائي. وتآكل بطانة الشعيرات الدموية للأم بواسطة خلايا الأرومة المغذية المخلوية للجيوب ستشكل حيث سيبدأ الدم في التغلغل والانسياب في الأرومة المغذية لكي يؤدي إلى الدورة الرحمية المشيمية circulation. ثم بعد ذلك ستشتق خلايا جديدة من الكيس المحي وتتأسس بين الأرومة المغذية والغشاء الظاهر، وسوف يؤدي إلى الأديم المتوسط، والتي سيكون تجويفات تعرف ب المَشيماء.
وفي نهاية الأسبوع الثاني من النمو ستتوغل بعض الأرومات المغذية وتشكل صفوفاً مستديرة داخل الأرومة الغاذية المخلوية. وتعرف هذه الصفوف بالزغابات المشيمية. وفي نفس الوقت الخلايا المهاجرة الأخرى تتشكل في تجويف، أصغر في الحجم من الكيس المحي البدائي.

### الانغراس

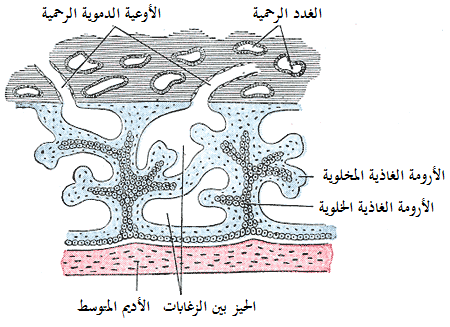
تمايز خلايا الأرومة المغذية

بعد الإباضة تتحول البطانة الرحمية إلى بطانة إفرازية للاستعداد لاستقبال الجنين، وتنتفخ بسبب استطالة غددها خارجية الإفراز، وتزداد أوعيتها الدموية. وبطانة التجويف الرحمي -التي تعرف الآن بغشاء ساقط تنتج عدداً كبيراً من خلاياها البطانية داخل نسيجها الغددي.
وتتمايز الأرومة الغاذية trophoblast إلى طبقة داخلية وهي أرومة غاذية خلوية cytotrophoblast، وخارجية وهي أرومة غاذية مخلوية syncytiotrophoblast. وتحوي الأرومة الغاذية الخلوية خلايا مكعبية طلائية، ولديها حدود خلوية وهي مصدر تقسيم الخلايا، أما الأرومة الغاذية المخلوية فهي طبقة بدون حدود خلوية.
وتزرع الأرومة الغاذية المخلوية الكيسة الأريمية في النسيج الطلائي البطاني، من خلال إسقاطات الزغابات المشيمية التي تشكل الجزء الجنيني من المشيمة. وتبدأ المشيمة في النمو لحظة أن يتم زرع الكيسة الأريمية، وتتشكل كي توصل الجنين بجدار الرحم. الذي يسمى الآن decidua basalis، ويكمن بين الكيسة وعضل الرحم Myometrium، ويشكل الجزء الأمومي من المشيمة. وهناك بعض الإنزيمات المحلمهة تساعد على عملية الانغراس التي تعمل على تآكل النسيج الطلائي. والأرومة الغاذية المخلوية تنتج أيضاً هرمون موجهة الغدد التناسلية المشيمائية (hCG) وهو هرمون يحفز على إطلاق هرمون البروجستيرون من الجسم الأصفر. ويقوم بتغذية الرحم ببطانة سميكة من الأوعية والشعيرات الدموية حتى تستطيع أن تدعم الجنين النامي. وتبدأ الزغابات في التفرع وتحوي أوعية الجنين الدموية. والزغابات الأخرى تلعب دور في التبادل الغذائي. ويلتصق الجنين بالأرومة الغاذية عن طريق ساق ضيقة تتطور فيما بعد إلى الحبل السري الذي يصل المشيمة بالجنين.
ويعاد تشكيل الشرايين في بطانة الرحم كي تزيد من تدفق دم الأم في المساحات بين زغابات المشيمة، مما يسمح بتبادل الغازات وكذلك نقل المواد المغذية إلى الجنين. وفضلات الجنين تنتشر عبر المشيمة.
وعندما تبدأ الأرومة الغاذية المخلوية في التوغل داخل جدار الرحم تبدأ كتلة الخلايا الداخلية (الأرومة المضغية) في النمو أيضاً. والكتلة الخلوية الداخلية هذه هي مصدر الخلايا الجذعية، التي هي المحفزة، ويمكن أن تتطور إلى أي نوع من خلايا الطبقات الجرثومية الثلاث.

### القرص الجنيني
تكوّن الأرومة المضغية قرصاً جنينياً وهو عبارة عن قرص ثنائي الطبقات أو الصفائح: طبقة عليا وهي أديم خارجى (أديم ظاهر بدائي) epiblast، وطبقة تحتانية أريمة تحتانية (أديم باطن بدائي) hypoblast. ويتمدد القرص فيما سيصبح فيما بعد الكيس السلوي والكيس المحي. يكون الأديم الخارجي متاخم للأرومة الغاذية ويتكون من خلايا عمودية، والأديم الداخلي هو الأقرب لتجويف الكيسة الأريمية ويتكون من خلايا مكعبية. ثم يبدأ الأديم الخارجي بالرحيل بعيداً عن الأرومة الغاذية متجهاً لأسفل، مكوناً الكيس السلوي، والأديم الداخلي يتحرك لأسفل مكوناً بطانة الكيس المحي.
بعض خلايا الأديم الداخلي تهاجر بطول بطانة الأرومة المخلوية تجويف الكيسة الأريمية، مفرزة نسيج خارج الخلية. وخلايا الأديم الداخلي هذه تسمى غشاء هوسر (أو غشاء الكيس المحي)، وتغطي تجويف الكيسة الأريمية كي يشكل الكيس المحي التجويف المشيمي أو الكيس الحملي.

## تكون المعيدة

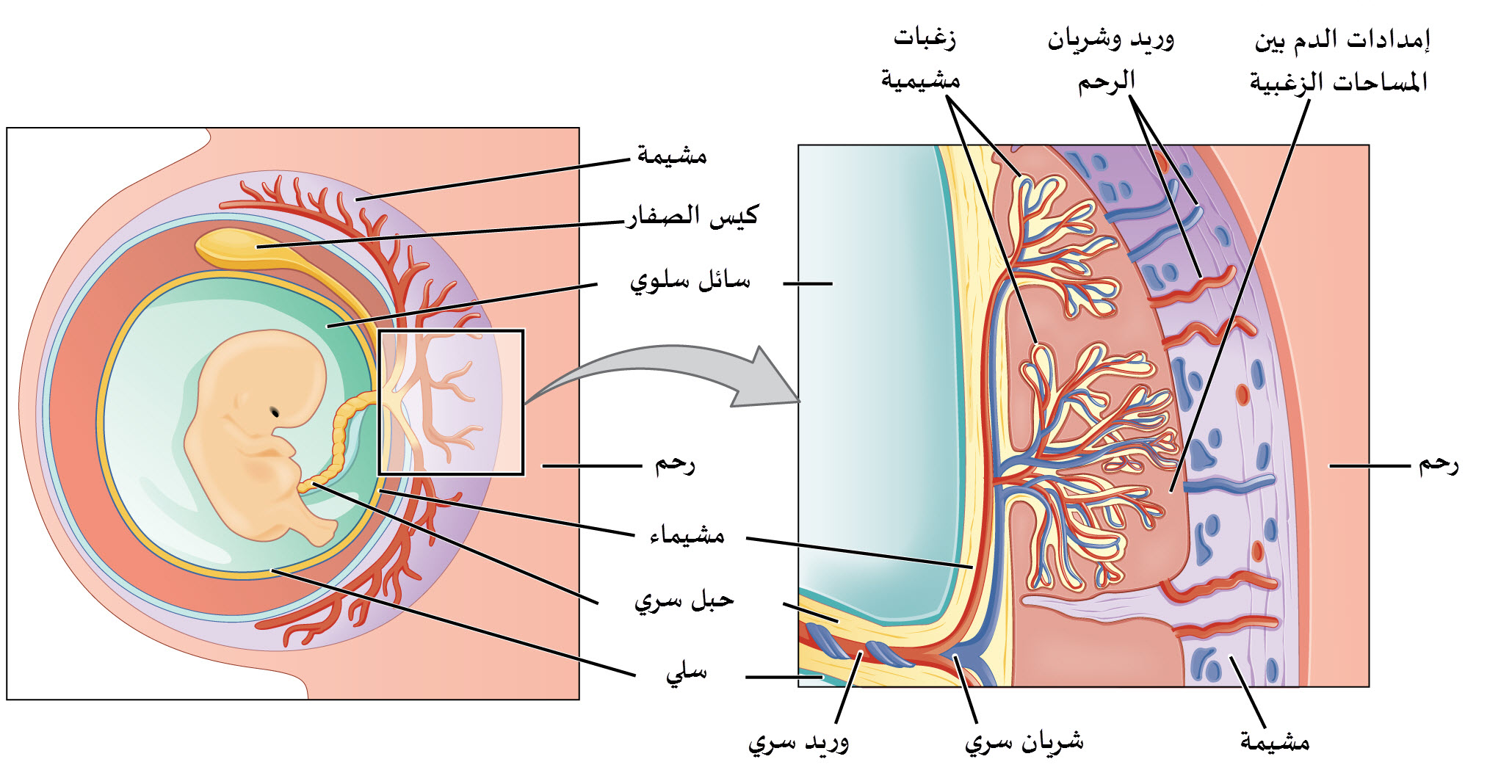
جنين ملتصق بالمشيمة في التجويف السلي

يظهر الشريط البدائي وهو شريط طولي من الخلايا شكلته طبقة الأديم الخارجي المهاجرة، ويحدث هذا حوالي اليوم 16 (الأسبوع الثالث) بعد التخصيب. وعملية المعيدة تعيد تنظيم الطبقات الثنائية الجنينية إلى الطبقات الثلاثية الجنينية. وأيضاً تعطي الجنين توجهه الظهري البطني والأمامي الخلفي: بطريقة الشريط البدئي الذي يؤسس التماثل الثنائي. ثم تتشكل عقدة بدائية أمام الشريط البدئي وستكون منظم تكون العصيبة.
ثم تتشكل حفرة بدائية كمنخفض في وسط العقدة البدائية كي تتصل بالحبل الظهري الذي يقع أسفلها مباشرةً. وترتفع العقدة البدائية من طبقة الأديم الخارجي لأرضية التجويف السلوي، وهذه العقدة هي التي تعجل بتكوين الصفيحة العصبية التي هي أساس الجهاز العصبي.
وسوف تتشكل اللوحة العصبية قبالة الشريط البدائي من نسيج الأدمة الذي يثخن ويتسطح في لوحة العصبية. والأديم الظاهر في تلك المنطقة يتحرك إلى أسفل في مكان الحفرة البدائية حيث تسمى هذه العملية ingression، الأمر الذي يؤدي إلى تشكيل الأديم المتوسط. هذا ingression يرى خلايا الأديم الظاهر ينتقل إلى الخط البدائي في انتقال الظهارية-الوسيطة. وتتحول الخلايا الظهارية إلى خلايا جذعية وسيطة، وهي انسجة خلايا متعدد القدرات التي يمكن أن تتمايز إلى أنواع خلايا مختلفة. وتتحرك الأريمة التحتانية لأسفل وتمضي لتشكيل الأديم الظاهر للغشاء السلي.ويستمر الأديم الظاهر ويشكل الطبقة الثانية، وهي الأديم المتوسط. والآن يتمايز الأديم الظاهر ثلاث طبقات جنينية، حتى أن القرص ثنائي الصفائح أصبح الآن قرص ثلاثي الطبقات، ومعيدة.
الطبقات الجرثومية الثلاث هي أديم ظاهر، أديم متوسط وأديم باطن، وشكلت من ثلاثة أقراص مسطحة متداخلة. فمن من هذه الطبقات الثلاث التي سوف تستمد جميع الهياكل وأجهزة الجسم من خلال عمليات تكون الجسيدات، تكون الأنسجة وتخلق الأعضاء. يتم تشكيل الأديم الباطن الجنينية التي كتبها انغلاف من خلايا الأديم الظاهر أن الهجرة إلى الأريمة التحتانية، في حين يتم تشكيل الأديم المتوسط من قبل الخلايا التي تتطور بين الأديم الظاهر والأديم الباطن. بشكل عام، فإن جميع طبقات جرثومية مستمدة من الأديم الظاهر إن الطبقة العليا من الأديم الظاهر أن تؤدي إلى الطبقة الخارجية من الجلد، والمركزية والمحيطية والأجهوة العصبية، عين الإنسان، أذن داخلية، وكثير من نسيج ضام  إن الطبقة الوسطى من الأديم المتوسط تؤدي إلى القلب وبداية جهاز الدوران وكذلك عظم ق، عضلة وكلية (عضو). والطبقة الداخلية من الأديم الباطن بمثابة نقطة انطلاق لتطوير رئة، جهاز الهضم ومثانة.
وبعد ingression، وهو تطور مسم الأريمة حيث ingressed الخلايا، في جانب واحد من الجنين ويعمق لتصبح المعى البدائي، مرحلة التكوين الأولى من القناة الهضمية . يصبح مسم الأريمة في شرج صه الأنفاق الأمعاء من خلال الجنين إلى الجانب الآخر حيث يصبح افتتاح الفم. مع أنبوب الهضمي يعمل، اكتمال تكون المعيدة الآن والمرحلة القادمة من تكون العصيبة يمكن أن تبدأ.

## تكون العصيبة

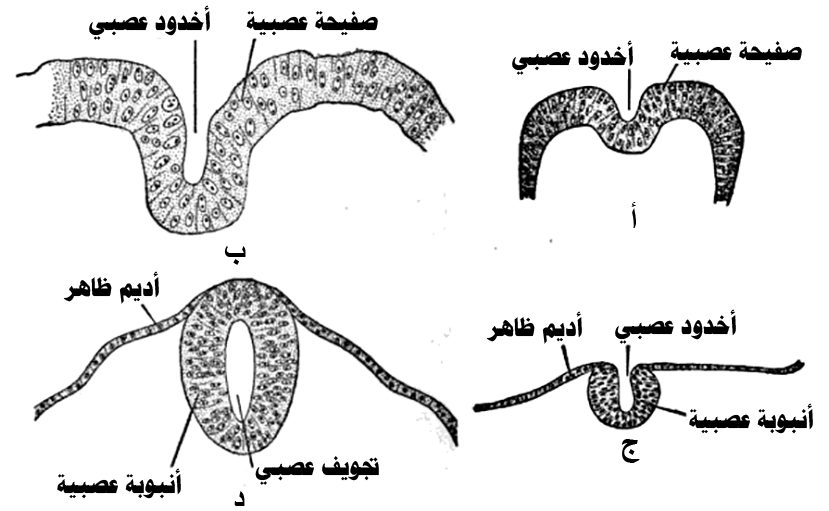

الصفيحة العصبية

بعد مرحلة تكون المعيدة، يتطور الأديم الظاهر إلى نسيج طلائي وعصبي، ويشار الآن للمعيدة باسم العصيبة. ولوحة العصبية التي تشكلت بمثابة لوحة سميكة من الأديم الظاهر، لا يزال لتوسيع وأهدافها تبدأ أضعاف صعودا كما العصبية طيات. تكون العصيبة يشير إلى هذه العملية قابلة للطي حيث تتحول لوحة العصبية في الأنبوب العصبي، وهذا يحدث خلال الأسبوع الرابع. هم أضعاف، على طول الضحلة الأخدود العصبي التي شكلت بمثابة خط الوسط تقسيم في لوحة العصبية. هذا يعمق مع استمرار طيات لكسب الارتفاع عندما يجتمع وقريبة من بعضها البعض. الخلايا التي تهاجر من خلال الجزء الأكثر الجمجمة من خط بدائية الشكل الأديم المتوسط المجاور للمحور، والتي سوف تؤدي إلى فلقات somitomeres التي في عملية تكون الجسيدات سوف تفرق في somites التي ستشكل الجسيدة، وsyndetome، 
البضعة العضلية والجسيدة لتشكيل الغضاريف والعظام، والأوتار، أدمة (الجلد)، وعضلة. الأديم المتوسط وسيط يؤدي إلى الجهاز البولي التناسلي، ويتكون من الخلايا التي تهاجر من المنطقة الوسطى من خط بدائي. خلايا أخرى تهاجر من خلال الذيلية. جزء من خط بدائي وتشكيل الأديم المتوسط الجانبي، وتلك الخلايا المهاجرة التي كتبها الجزء الأكثر الذيلية تساهم في الأديم المتوسط خارج الجنيني
القرص الجنيني يبدأ مسطحة ومستديرة، ولكن في نهاية المطاف يستطيل أن يكون جزءا رأسي أوسع ونهاية الذيلية الضيقة على شكل. في البداية، خط بدائي يمتد في رأس (تشريح) الاتجاه و18 يوماً بعد الإخصاب يعود مرة أخرى نحو caudally حتى يختفي. في الجزء الرأسي، وتظهر طبقة الجرثومية التمايز محددة في بداية الأسبوع الرابع، بينما في الجزء الذيلية ذلك يحدث نهاية الأسبوع الرابع. الجمجمة والذيلية المسم العصبي الصورة تصبح أصغر تدريجيا حتى يغلق تماما (حوالي اليوم 26) تشكيل الأنبوب العصبي.

### تطور الجهاز العصبي

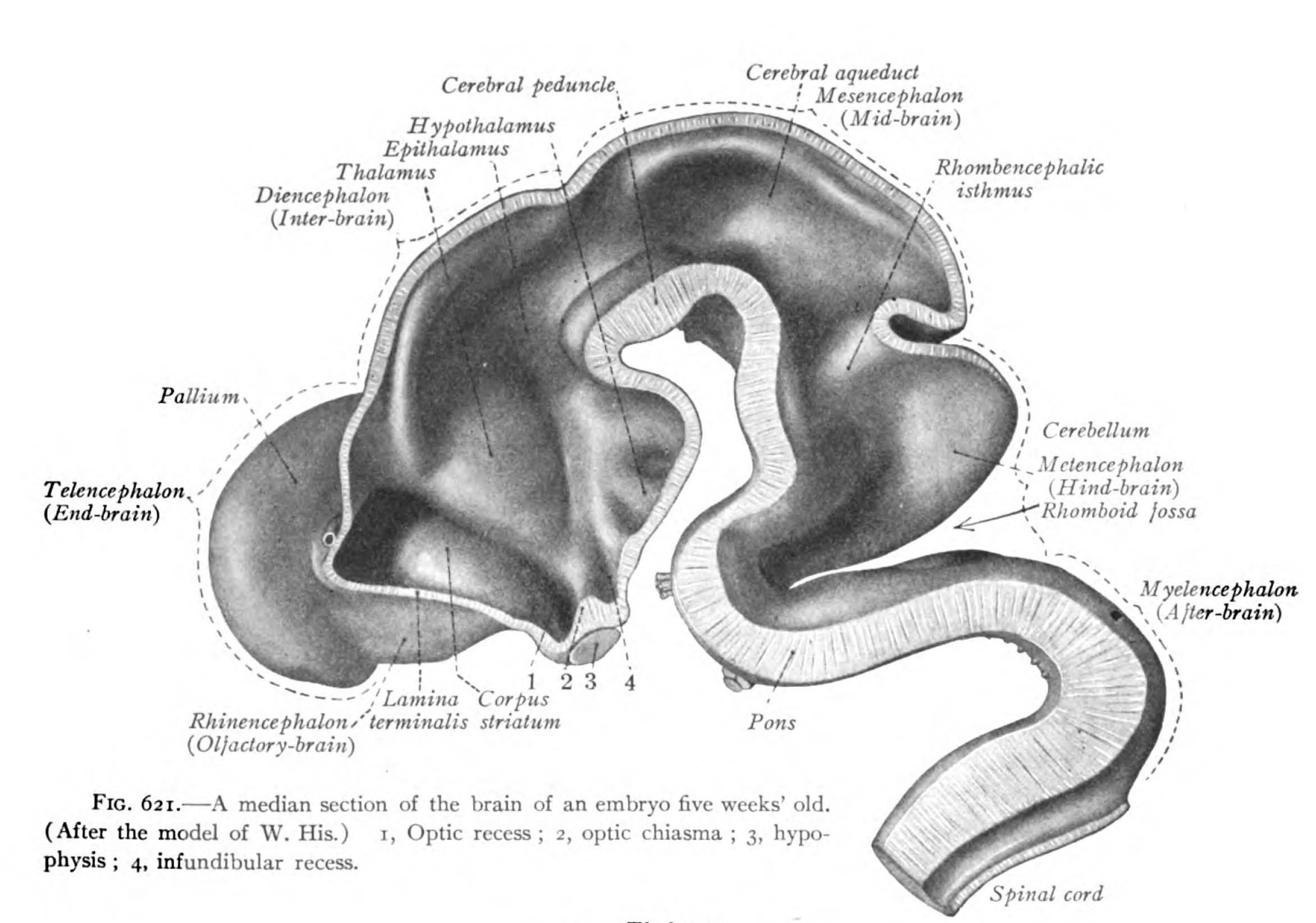
الحبل الشوكي في الأسبوع الخامس

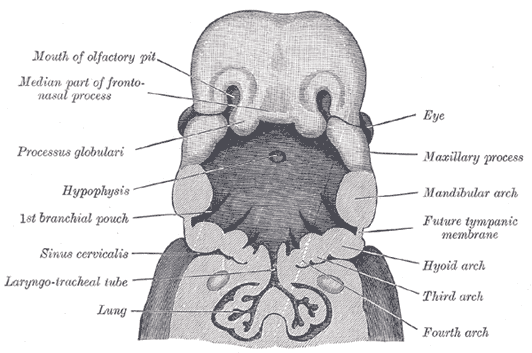
الرأس والرقبة في اليوم 32

## تطور القلب

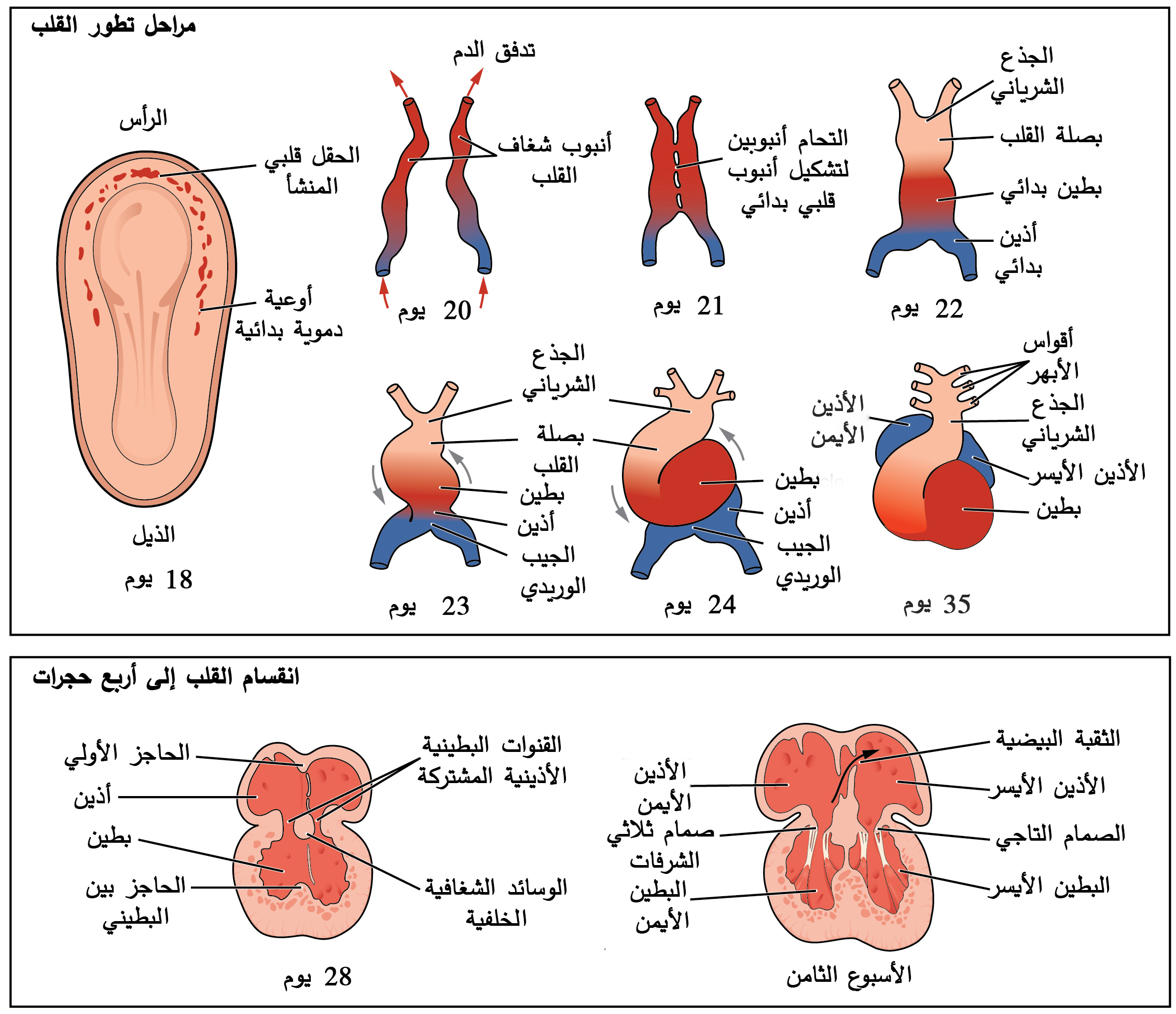

## أهمية تقنية العيادات
التعرض للمواد السامة خلال المرحلة الجرثومية germinal stage قد يسبب الوفاة قبل الولادة مما يؤدي إلى إجهاض تلقائي، لكنه لا يسبب عيوب خلقية. ومع ذلك فإن التعرض للمواد السامة في الفترة الجنينية embryonic period يمكن أن يكون سبباً رئيسياً في العيوب الخلقية، حيث أن سلائف أجهزة الجسم الرئيسية نمت تقريباً.
وكل خلية من الجنين في مرحلة ما قبل الانغراس لديها القدرة على تشكيل جميع الأنواع المختلفة من الخلايا في الجنين النامي. وقوة الخلية هذه تعني أن بعض الخلايا يمكن إزالتها من الجنين قبل الغرس، والخلايا المتبقية سوف تعوض غيابها. وقد سمح ذلك بتطوير تقنية تعرف باسم التشخيص الوراثي لما قبل الإنغراس، حيث يمكن إزالة عدداً صغيراً من خلايا الجنين سابق الانغراس التي أنشأها التلقيح الصناعي، عن طريق الخزعة وتتعرض للتشخيص الوراثي. وهذا يسمح باختيار الأجنة التي لا تتأثر بالأمراض الوراثية المحددة، ومن ثم نقلها إلى رحم الأم.
مسخ العجزية العصعصية، هي أورام تشكلت من أنواع مختلفة من الأنسجة، والتي يمكن أن تشكل، يعتقد أن لها صلة ببقايا الشريط البدائي، والتي تختفي عادة.
السنسنة المشقوقة هو عيب خلقي نتيجة الانغلاق الغير مكتمل للأنبوبة العصبية.

## معرض صور

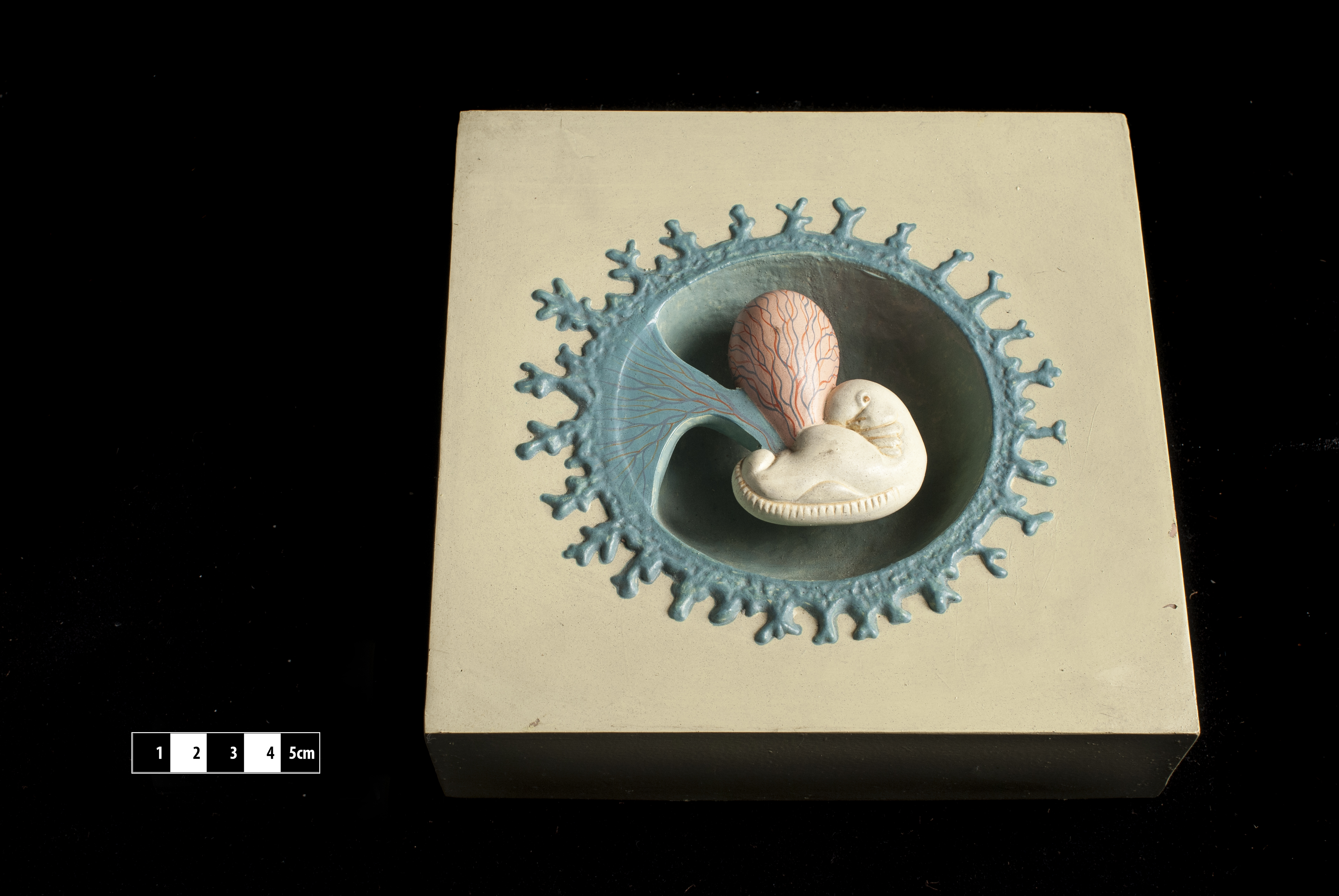
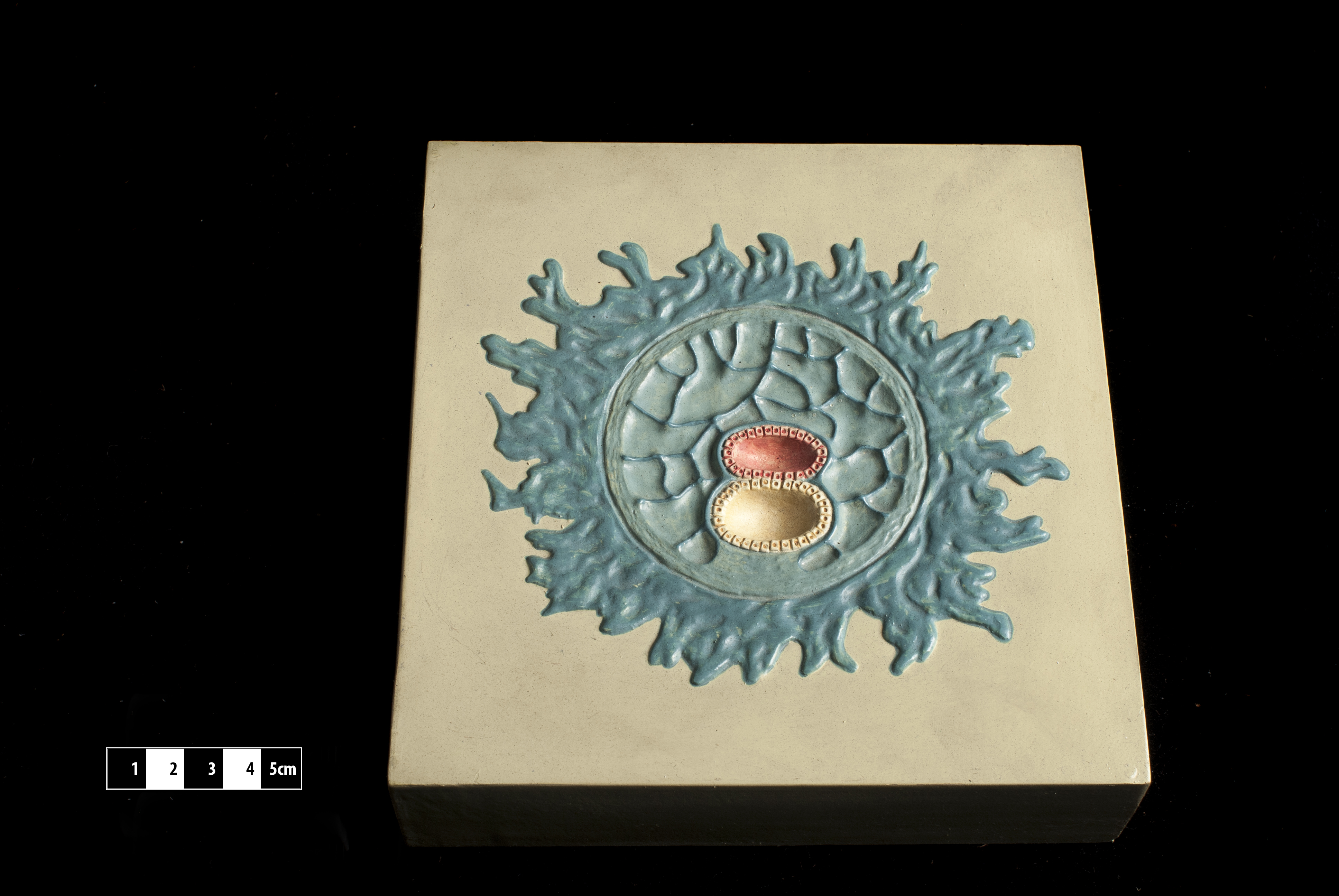
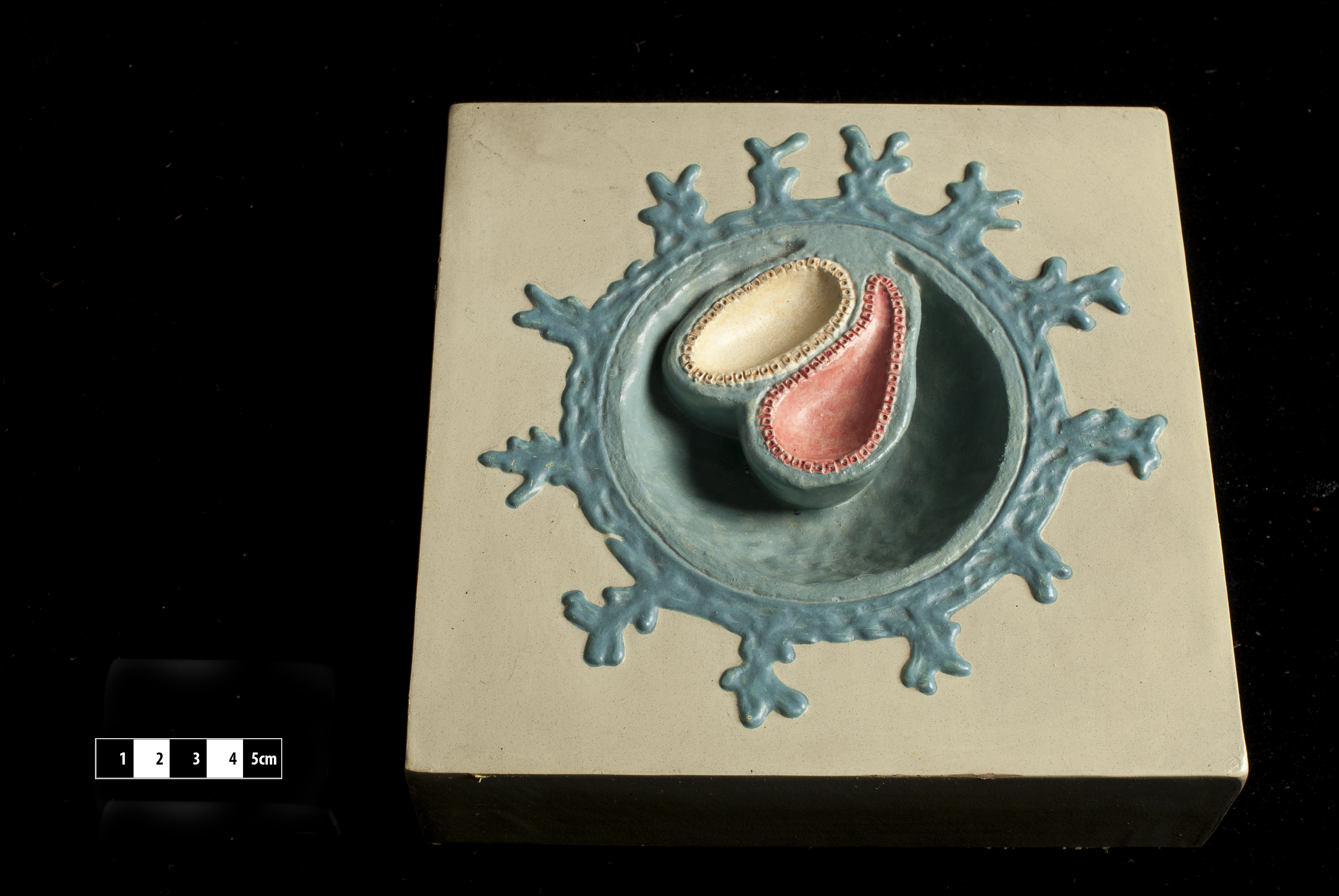
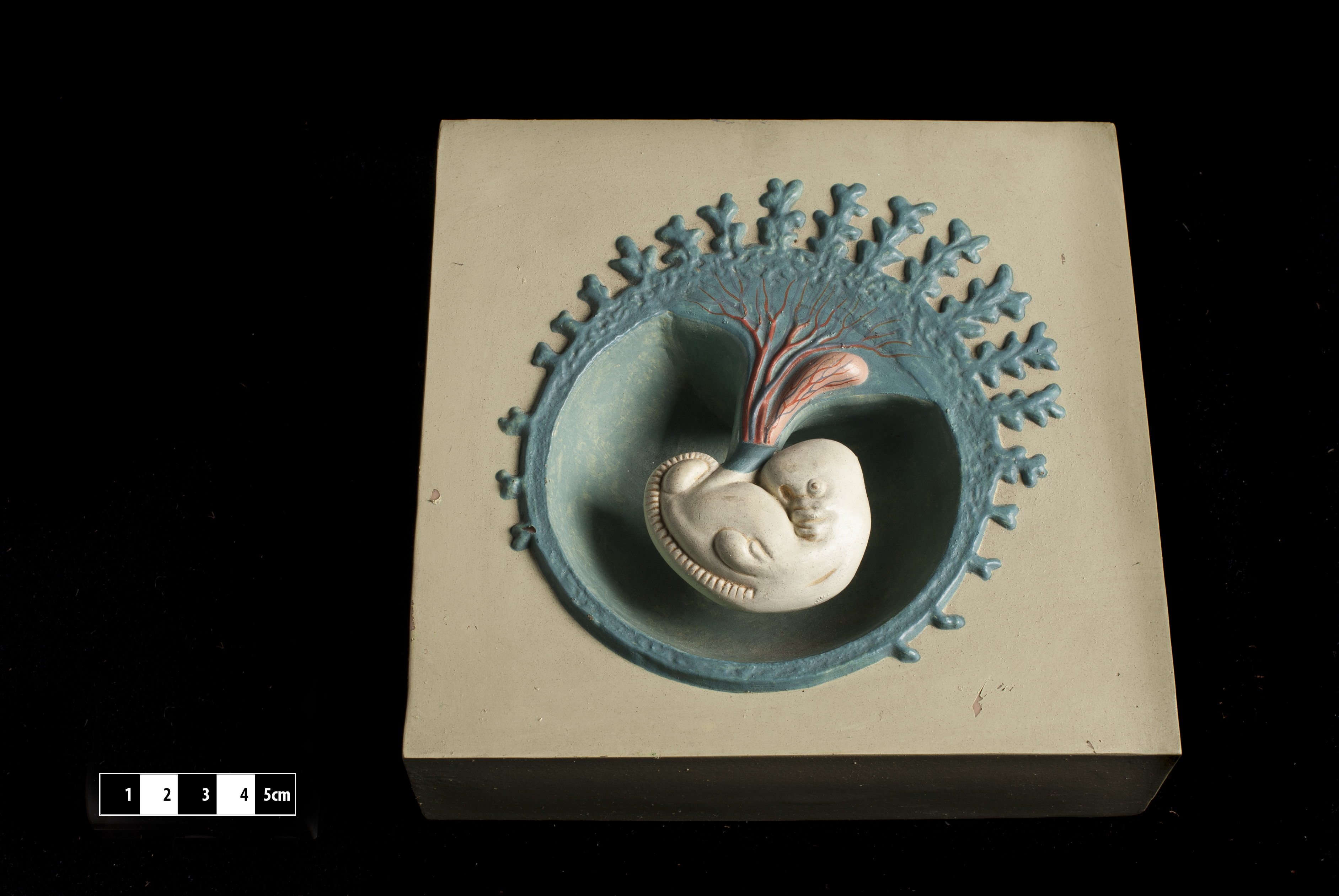
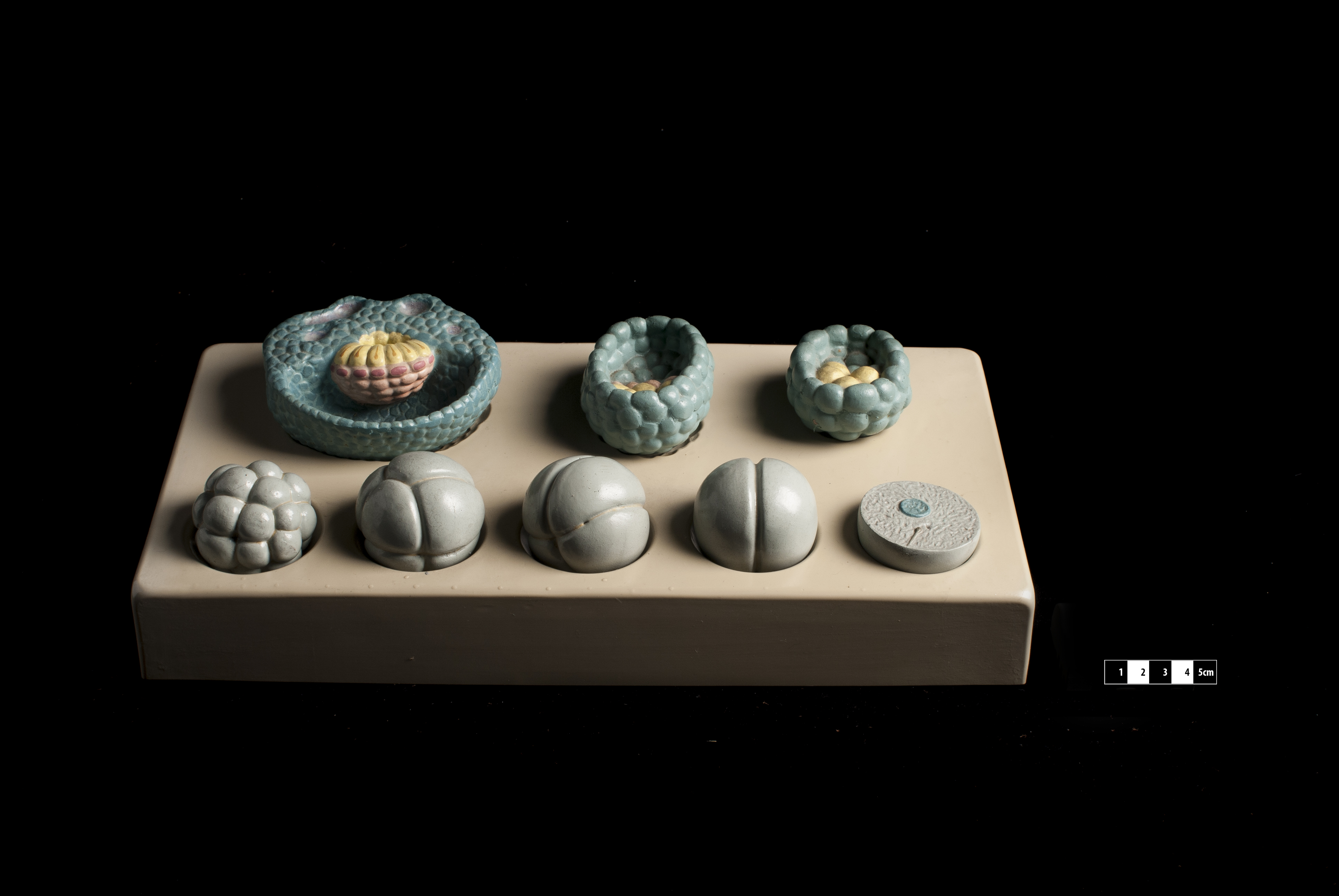